# 2022년 동계 올림픽 루지 단체 계주
2022년 동계 올림픽 루지 단체 계주 종목은 2022년 2월 10일 중화인민공화국 베이징시 옌칭구 샤오하이퉈 봅슬레이 루지 트랙에서 진행됐다. 우승자는 독일의 나탈리 가이센베르거, 요하네스 루트비히, 토비아스 벤들/토비아스 아를트였다. 이들 모두 지난 2018년 평창 동계올림픽 단체 계주 우승자이기도 하며, 가이센베르거는 이번 대회로 여섯번째 올림픽 금메달을 따내 역사상 최다 루지 금메달리스트로 기록되었다. 오스트리아의 마델라인 에글, 볼프강 킨들, 토마스 스토이/로렌츠 콜러가 은메달을, 라트비아의 엘리자 티루마, 크리스테르스 아파료츠, 마르틴슈 보츠 / 로베르츠 플루메가 동메달을 차지했다.
독일은 2014년 소치 동계올림픽과 2018년 평창 동계올림픽의 우승국으로 2021-22 루지 월드컵에서도 1위에 올랐다. 월드컵에서 2위는 라트비아, 3위는 오스트리아였다. 2018년 월드컵에서는 캐나다가 2위, 오스트리아가 3위였으나 알렉스 고프와 새뮤얼 에드니의 은퇴 이후 캐나다팀이 부진을 면치 못하고 있기 때문에 메달권에는 멀어지던 상황이었다.
여덟번째로 뛴 캐나다팀이 트랙레코드를 세웠으나 10번째였던 러시아 올림픽 위원회 소속팀이 다시 한번 기록을 경신했다. 차기 올림픽 개최국 이탈리아조는 기록 경신에 실패했고, 라트비아가 다시 경신하여 1위를 달렸으며 메달권에 들었다. 이어 마지막으로 나선 오스트리아와 독일이 각축을 벌였으나 마지막 2인승 경기에서 벤들과 아를트의 기록이 오스트리아를 앞서 금메달에 결정적인 기여를 하였다.

## 예선
단체 계주 종목은 남녀 1인승과 2인승 종목에 모두 출전권을 따낸 국가들만 출전권이 부여된다.
2021년 12월 17일 국제 루지 연맹은 예선 일정을 변경한다고 밝혔다. 1차 월드컵에서 참가선수 훈련 기간이 바뀌어 장비가 제때 조달되지 못한 탓에 일정이 바뀌게 된 것이다. 이에 따라 월드컵 시즌 기간 동안 총 7차례의 경기 결과를 토대로 하던 것이 4차례의 경기만 토대로 하는 것으로 바뀌었다.
2022년 1월 19일, 국제 루지 연맹은 올림픽 출전 선수 명단을 최종 확정했다.

## 결과
| 순위 | 순서 | 국가 | 여자 1인 | 남자 1인 | 2인      | 종합     | 격차   |
| ---- | ---- | --- | -------- | -------- | -------- | -------- | ------ |
| 1    | 14   | 독일 · 나탈리 가이센베르거 · 요하네스 루트비히 · 토비아스 웬들 / 토비아스 아를트                         | 1:00.090 | 1:01.407 | 1:01.909 | 3:03.406 | —      |
| 2    | 13   | 오스트리아 · 마델라인 에글 · 볼프강 킨들 · 토마스 스토이 / 로렌츠 콜러                                   | 1:00.054 | 1:01.342 | 1:02.090 | 3:03.486 | +0.080 |
| 3    | 12   | 라트비아 · 엘리자 티루마 · 크리스테르스 아파료츠 · 마르틴슈 보츠 / 로베르츠 플루메                       | 1:00.578 | 1:01.451 | 1:02.325 | 3:04.354 | +0.948 |
| 4    | 10   | 러시아 올림픽 위원회 · 타티야나 이바노바 · 로만 레필로프 · 알렉산드르 데니시예프 / 블라디슬라프 안토노프 | 1:00.147 | 1:01.757 | 1:02.763 | 3:04.667 | +1.261 |
| 5    | 11   | 이탈리아 · 안드레아 뵈터 · 레온 펠더러 · 에마누엘 리더 / 시몬 카인츠발트너                               | 1:00.618 | 1:01.960 | 1:02.274 | 3:04.852 | +1.446 |
| 6    | 8    | 캐나다 · 트리니티 엘리스 · 리트 와츠 · 트리스턴 워커 / 저스틴 스니스                                     | 1:00.880 | 1:02.222 | 1:02.133 | 3:05.235 | +1.829 |
| 7    | 9    | 미국 · 애슐리 퍼커슨 · 크리스 맷저 · 재커리 디 그리고리오 / 숀 홀랜더                                    | 1:00.332 | 1:02.077 | 1:03.332 | 3:05.741 | +2.335 |
| 8    | 6    | 폴란드 · 클라우디아 도마라츠카 · 마테우시 소호비치 · 보이체흐 흐미엘레프스키 / 야쿠프 코발레프스키       | 1:01.448 | 1:02.727 | 1:02.961 | 3:07.136 | +3.730 |
| 9    | 2    | 루마니아 · 랄루카 스트러머투라루 · 발렌틴 크레투 · 바실레 그틀란 / 다리우스 셰르반                       | 1:01.402 | 1:02.743 | 1:03.547 | 3:07.692 | +4.286 |
| 10   | 1    | 체코 · 안나 체지코바 · 미하엘 레이세크 · 필리프 베이델레크 / 즈데네크 페크니                             | 1:01.852 | 1:03.545 | 1:04.159 | 3:09.556 | +6.150 |
| 11   | 5    | 우크라이나 · 율리아나 투니츠카 · 안톤 두카츠 · 이호르 스타히우 / 안드리 리세츠키                         | 1:01.123 | 1:04.244 | 1:04.237 | 3:09.604 | +6.198 |
| 12   | 3    | 중화인민공화국 · 왕페이솬 · 판둬야오 · 황예보 / 펑준위                                                   | 1:01.947 | 1:03.467 | 1:04.768 | 3:10.182 | +6.776 |
| 13   | 4    | 대한민국 · 아일린 프리슈 · 임남규 · 박진용 / 조정명                                                      | 1:02.682 | 1:05.265 | 1:03.291 | 3:11.238 | +7.832 |
|      | 7    | 슬로바키아 · 카타리나 시모냐코바 · 요제프 니니스 · 토마시 바베르차크 / 마테이 즈미이                     | 1:01.579 | 1:02.338 | DNF      | DNF      |        |